# Xã Penn, Quận Cumberland, Pennsylvania
Xã Penn (tiếng Anh: Penn Township) là một xã thuộc quận Cumberland, tiểu bang Pennsylvania, Hoa Kỳ. Năm 2010, dân số của xã này là 2.924 người.